# Kärlek och kassabrist
Kärlek och kassabrist är en svensk film från 1932.

## Handling
Filmen utspelas kring Valborgsmässoafton. Maskinskriverskan Margit är förälskad i kamrer Berger som redan har en fästmö. 

## Om filmen
Filmen hade Sverigepremiär i Stockholm i augusti 1932. Kärlek och kassabrist byggde på pjäsen Kassabrist av Vilhelm Moberg, skriven 1926. Detta var Tutta Rolfs filmdebut.

## Rollista i urval
- Sigurd Wallén - vaktmästare Andersson
- Tutta Rolf - Margit Hauge, maskinskriverska
- Edvin Adolphson - Bengt Berger, kamrer
- Dagmar Ebbesen - Augusta, Anderssons fru
- Ruth Stevens - Svea Strandin, Bergers fästmö, sekreterare
- Thor Modéen - Carl Edvard Gyllén, Importbolagets direktör
- Nils Lundell - direktör Axel Lindell
- Victor Lundberg - förskingraren
- Doris Nelson - lärarinna på Gylléns 50-årsuppvaktning
- John Melin - kassör Olsson
- Ludde Juberg - kassör Bodin